# MotoGP Expo 92 nagydíj
A MotoGP Expo 92 Nagydíj a MotoGP egy korábbi versenye, melyet egyedül 1988-ban rendeztek meg, a portugál nagydíjat helyettesítendő.

## A győztesek
| Év   | Helyszín | 80 cm³                 | 250 cm³              | 500 cm³               | Összefoglaló |
| ---- | -------- | ---------------------- | -------------------- | --------------------- | ------------ |
| 1988 | Jerez    | Jorge Martínez (Derbi) | Juan Garriga (Honda) | Eddie Lawson (Yamaha) | Összefoglaló |